# 香港奇案之吸血貴利王
《香港奇案之吸血貴利王》是1994年林慶隆執導的第三級影片，片名台譯「肉體武器」（The Physical Weapon）。

## 分級制度
由於牽涉性愛、嚴重性虐待及手術鏡頭，按照《淫褻及不雅物品管制條例》的規定，需刪剪大量牽涉生殖器官及手術的特寫鏡頭，經電檢後列為第三級影片。

## 劇情概要
阿珍炒外匯，因而欠下大筆債務，沒想到罐頭刀對阿珍下了春藥，趁機拍下錄影帶，要求阿珍丈夫唐志明來替她還債，但墨鏡文要他爬過胯下，志明天真以為忍受胯下之辱，可以免於利息還本金，志明想不到居然被人玩弄，一氣直指墨鏡文在搶錢，雙方談不攏情況，墨鏡文就順著他意，派人在半路上搶走志明的錢。志明回到家發現家裡失火，才恍然想到是墨鏡文的人放火，火勢波及石油氣而發生爆炸後，阿珍葬身火窟，兒子小德被林過仁救出，但仍然全身嚴重燒傷，失蹤的志明胞妹芷君聞之趕來醫院探視，痛罵志明太懦弱，志明才覺得是該報仇時候，於是決定與過仁一起對付罐頭刀和墨鏡文。志明用菜刀追殺墨鏡文，追到停車場時被趕到的警員制止，兩人被抬上救護車，卻遇上身穿救護員制服的過仁，過仁為志明鬆綁，並指使志明向墨鏡文進行閹割手術。

## 演員
| 演員   | 角色                  | 粵語配音 | 備註 |
| ------ | --------------------- | -------- | --- |
| 黃秋生 | 唐志明                |          | 貨櫃車司機，本來性格和善，但被黑超文團伙害至家破人亡，最後決心復仇。                                                  |
| 林玉紫 | 阿珍                  | 黃鳳英   | 唐志明之妻，被罐頭刀引誘借高利貸投資，因無力還債，被逼暗中當妓女抵債，及被餵服春藥後與罐頭刀等人發生性行為。          |
| 許蓓   | 唐芷君                | 何錦華   | 唐志明之妹，性格剛烈。最後為協助兄長報仇，不惜色誘黑超文。                                                            |
| 吳啟華 | 林過仁                |          | 影射「雨夜屠夫」林過雲。 曾是變態連環殺手，精神病康復後被釋放。唐志明一家的鄰居，與德仔成為朋友。最後協助唐志明復仇。 |
| 黃子揚 | 罐頭刀                |          | 阿珍前男友，黑社會份子，引誘阿珍借高利貸投資。在大樓高處跟林過仁決鬥時被扔下摔死。                                    |
| 何家駒 | 黑超文 (字幕作墨鏡文) | 盧雄     | 經營高利貸及色情雜誌，罐頭刀的老大。垂涎唐芷君的美色。                                                                |
| 李兆基 | 警察                  | 高翰文   | |
| 藍靖   | 花柳雄                |          | 志明同事兼老友，喜歡嫖妓，到唐家作客後才發現志明之妻是曾自己光顧過的「住家菜」。                                      |
| 朱威廉 | 德仔                  | 陸惠玲   | 唐志明及阿珍兒子。 |
| 梁啟智 |                       | 高翰文   | 黑超文以前的老大，因無力償還黑超文的借款而被其侵吞資產，及替黑超文洗車維生。                                          |
| 朱剛   | 和尚                  |          | 平日於屋邨內打座及導人向善，不齒罐頭刀的暴行，對其施展少林拳法。                                                      |

## 影評
吳昊認為此片用喜劇用法處理屋邨發生的人間慘事。屋邨了竟有和尚及「雨夜屠夫」，由他們協助男主角復仇，充滿無政府主義鬧劇色彩，末世的歇斯底里情緒。此片將慘事變為惹笑鬧劇，把暴力卡通化。

## 註腳
1. ↑  . 香港電影導演大全 1979-2013. 香港電影導演會.   [2022-04-26]. （原始内容存档于2022-04-26）. （页面存档备份，存于）
2. ↑  吳昊. . . 香港: 次文化堂. 1999: 101-105. ISBN 9627420085.

## 外部連結
- 開眼電影網上《肉體武器》的資料（繁體中文）
- 香港影庫上《香港奇案之吸血貴利王》的資料（繁體中文）
- 时光网上《香港奇案之吸血貴利王》的資料（简体中文）
- 豆瓣电影上《香港奇案之吸血貴利王》的資料 （简体中文）
- 爛番茄上《香港奇案之吸血貴利王》的資料（英文）
- AllMovie上《香港奇案之吸血貴利王》的资料（英文）
- 互联网电影数据库（IMDb）上《香港奇案之吸血貴利王》的资料（英文）